# هيدياكي تاكيدا
هيدياكي تاكيدا (باليابانية: 武田 英明) (مواليد 22 مايو 1985)، هو لاعب كرة قدم ياباني سابق كان يلعب كمهاجم.

## وصلات خارجية
- هيدياكي تاكيدا على موقع اتحاد إستونيا (الإنجليزية)
- هيدياكي تاكيدا على موقع رابطة كرة القدم اليابانية للمحترفين (اليابانية)
- هيدياكي تاكيدا على موقع قاعدة بيانات كرة القدم.إي يو (الإنجليزية)
- هيدياكي تاكيدا على موقع Soccerway.com (الإنجليزية)
- هيدياكي تاكيدا على موقع عالم كرة القدم.نت (الإنجليزية)